# HMS Wessex (R78)
«Вессекс» (англ. HMS Wessex (R78) — військовий корабель, ескадрений міноносець типу «W» Королівського військово-морського флоту Великої Британії часів Другої світової та Холодної воєн.
Ескадрений міноносець «Вессекс» закладений 25 жовтня 1942 року на верфі компанії Fairfield Shipbuilding and Engineering Company у Говані. 2 вересня 1943 року він був спущений на воду, а 11 травня 1944 року увійшов до складу Королівських ВМС Великої Британії. Есмінець брав участь у бойових діях на морі в Другій світовій війні, бився на Тихому океані.

## Історія служби

### 1944
У жовтні 1944 року есмінець «Вессекс» переведений на Тихоокеанський театр війни, де включений до оперативної групи № 63.3 (TG 63.3) Східного флоту, що проводила диверсійні та демонстраційні дії на Нікобарських островах, прикриваючи справжню мету — висадку американських військ на острів Лейте.
20 грудня 1944 року британська оперативна група діяла в рамках операції «Робсон», завдавши повітряних ударів по комплексу нафтоочисних споруд у Пангкалан Брандант на Суматрі.

### 1945
24 січня 1945 року британці провели черговий наліт у ході операції «Меридіан» на об'єкти нафтової промисловості в Палембанг.